# Белешешть (комуна)
Белешешть, Белешешті (рум. Bălășești) — комуна у повіті Галац в Румунії. До складу комуни входять такі села (дані про населення за 2002 рік):
- Белешешть (1222 особи)
- Пупезень (273 особи)
- Чурешть (474 особи)
- Чурештій-Ной (597 осіб)

Комуна розташована на відстані 222 км на північний схід від Бухареста, 80 км на північ від Галаца, 117 км на південь від Ясс.

## Населення
За даними перепису населення 2002 року у комуні проживали 2566 осіб, усі — румуни. Усі жителі комуни рідною мовою назвали румунську.
Склад населення комуни за віросповіданням:
| Релігія     | Кількість осіб | Відсоток |
| ----------- | -------------- | -------- |
| православні | 2561           | 99,8%    |
| адвентисти  | 3              | 0,1%     |
| лютерани    | 2              | 0,1%     |